# Northeast Entrance Station
La Northeast Entrance Station est une station de rangers américaine située dans le comté de Park, au Montana. Située à l'entrée du parc national de Yellowstone, elle est elle-même inscrite au Registre national des lieux historiques et classée National Historic Landmark depuis le 28 mai 1987.